# Phalaris minor
Phalaris minor là một loài thực vật có hoa trong họ Hòa thảo. Loài này được Retz. miêu tả khoa học đầu tiên năm 1783.

## Hình ảnh

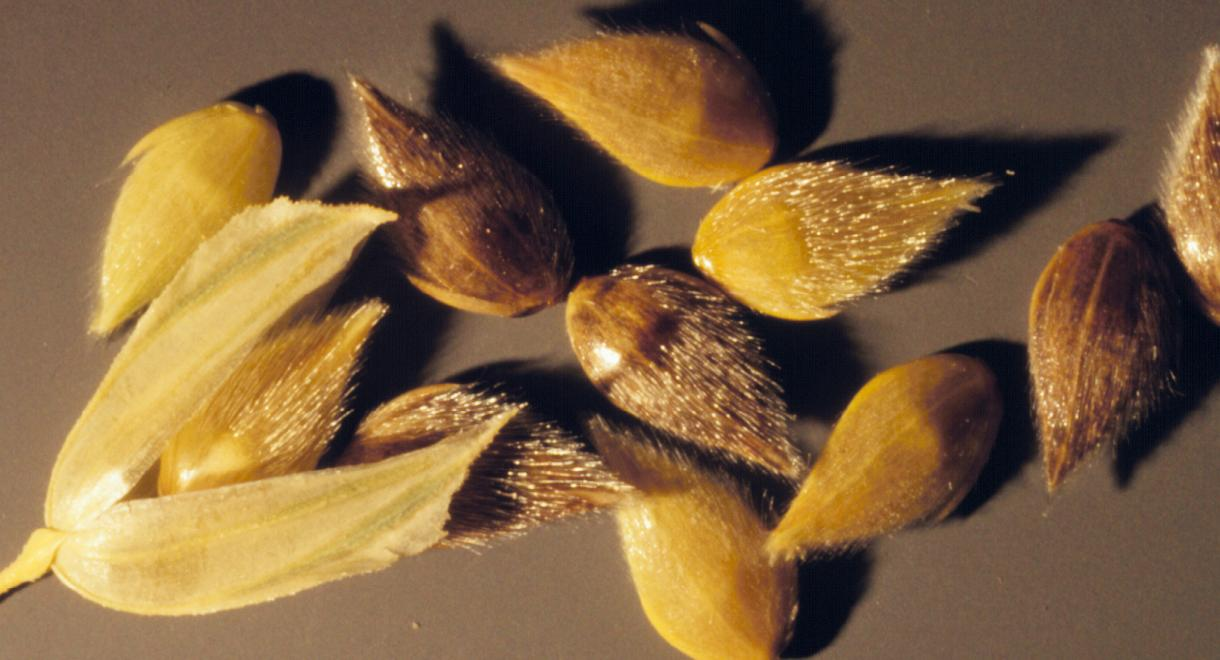
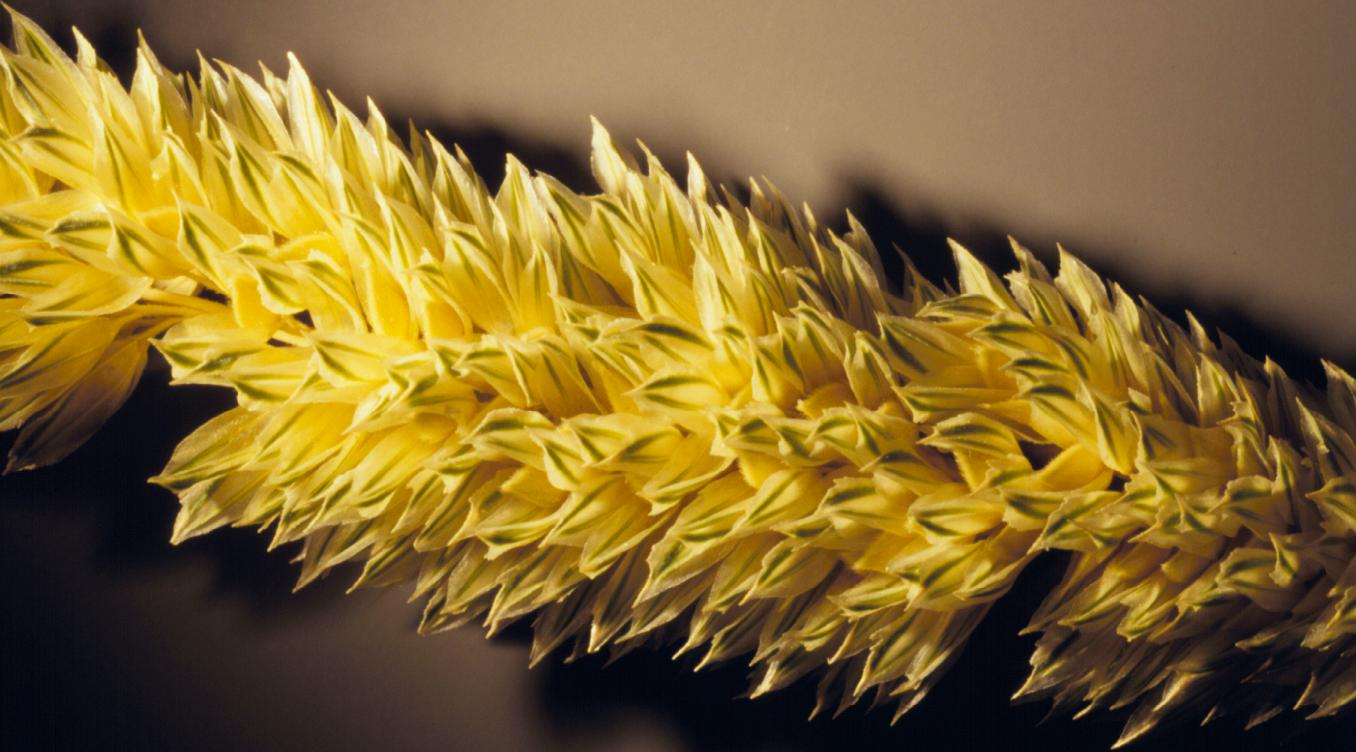